# 盖德海姆
盖德海姆是德国巴伐利亚州的一个市镇。总面积9.58平方公里，总人口1234人，其中男性617人，女性617人（2011年12月31日），人口密度129人/平方公里。